# Capitaine d'armes

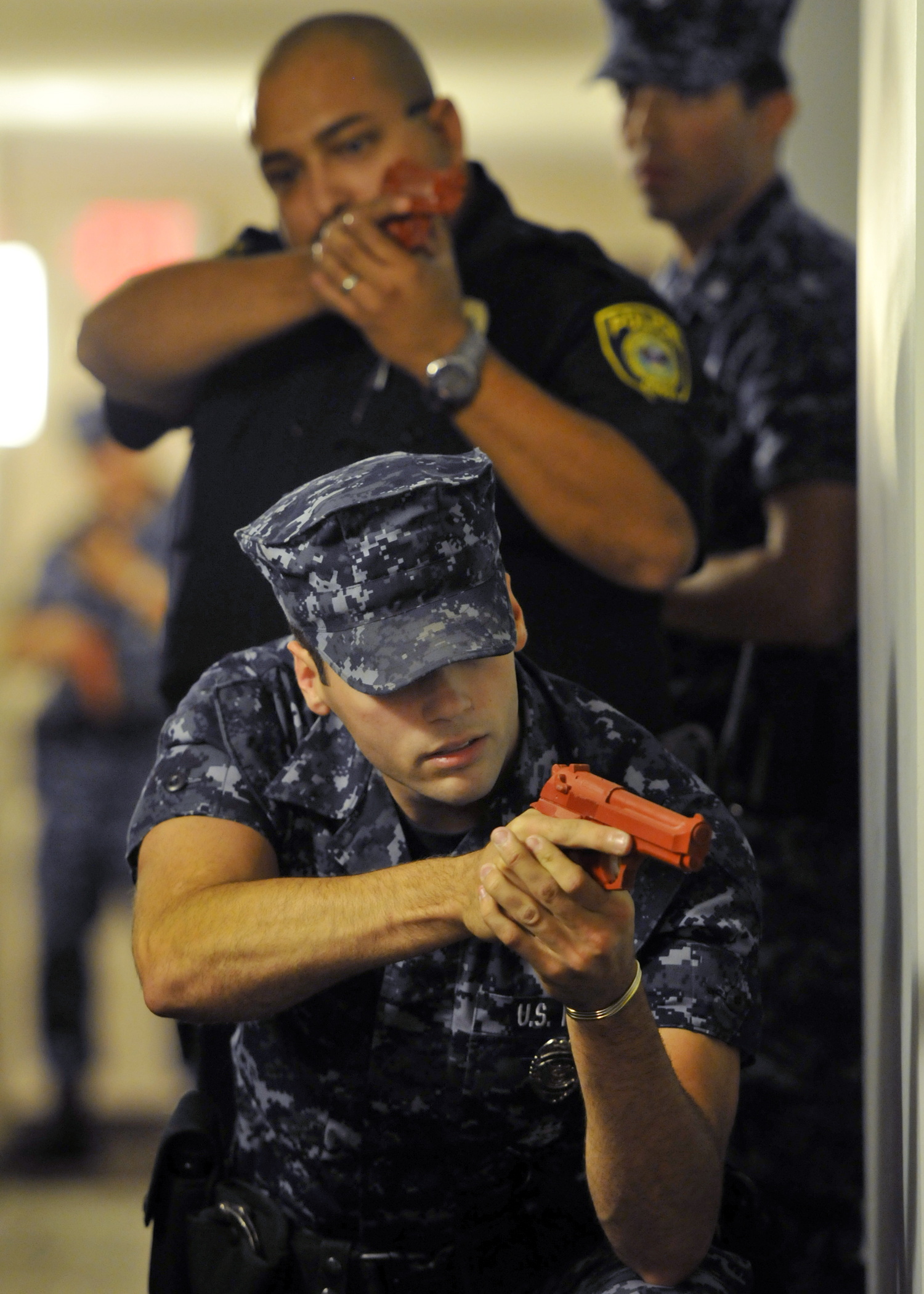
Maître d'arme de l'US Navy et son escouade lors d'un entrainement

Le capitaine d'armes, dans la Marine nationale française, est un officier marinier, en principe de la spécialité fusilier marin, responsable de la police du bord. 

## Historique  et fonctions
À l'origine, le capitaine est, sur un bâtiment embarqué, le gradé responsable des armes légères. Sous Colbert, cette fonction est remplie par « le sergent, caporal appointé ou canonnier des brigades qui se trouvera dans l'ordre des canonniers embarqués, le premier après le maître canonnier et les canonniers de classe d'un grade supérieur au sien, ». Il aide le maître canonnier dans toutes ses fonctions et lui est subordonné. Il gère avec ce dernier l'armement du bord et maintient l'ordre. En 1827, sous le règne de Charles X la fonction de capitaine d'armes est détaillée par l'ordonnance d'octobre 1827.
De nos jours, il assure la discipline, l'application du tableau de service et du bon déroulement des mouvements prévus à la feuille de service, à bord des bâtiments ou des unités à terre de la Marine nationale. Il a aussi la charge d'organiser les corvées, cérémonies, piquets et gardes d’honneur, mais aussi la bonne tenue de l'équipage lors d'une escale. Son adjoint (s'il existe) est le sergent d'arme. Il peut se faire assister par la section de fusiliers du bord (si elle existe).
Sous les ordres du chef du service courant, le capitaine d'armes est toujours un officier marinier. Il a autorité sur tous les membres de l'équipage. Pour les unités d'une certaine importance, le capitaine d'armes est traditionnellement l'officier marinier le plus ancien dans le grade le plus élevé de la spécialité de fusilier marin, ou à défaut de missilier. Pour les petites unités, le capitaine d'armes peut être d'une spécialité indifférente. 
Il est familièrement appelé bidel. Cette appellation est reprise du nom d'un dompteur de fauves du XIXe siècle, François Bidel. Celui-ci accompagnait ses numéros de « coups de feu et de fusées éblouissantes ». Par extension, son bureau est appelé la bidellerie.